# عقاب بيضاء البطن
عقاب البحر بيضاء البطن المعروف أيضاً باسم العقاب بيضاء الصدر (الاسم العلمي Haliaeetus leucogaster) طائر جارح نهاريّ كبير الحجم، يتبع فصيلة البازية وهو من جنس عقبان البحر.

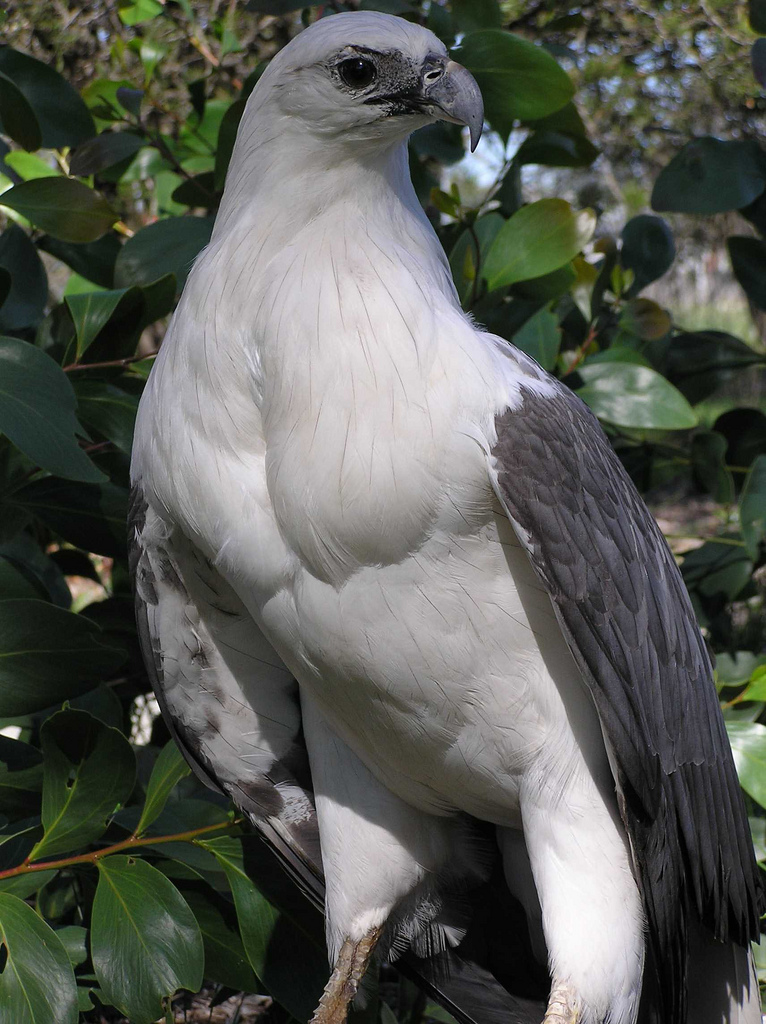
عقاب أبيض البطن في ولاية فيكتوريا، أستراليا

عقاب البحر بيضاء البطن (الاسم العلمي: Haliaeetus leucogaster) هو طائر جارح كبير الحجم ينتمي إلى فصيلة البازية وجنس عقبان البحر. يستوطن هذا العقاب المناطق الساحلية في جنوب شرق آسيا وأستراليا.
الوصف:
الحجم: يصل طول العقاب بيضاء البطن إلى حوالي 70-85 سم، ويبلغ طول جناحيه ما بين 1.78 و2.45 متر.
الوزن: يصل وزنها إلى 3.4 كيلوغرام.
الريش: يتميز البالغون برأس وصدر وبطن بيضاء، بينما تكون الأجنحة والظهر رمادية اللون. الذيل قصير وأبيض، والمنقار كبير ومعقوف ولونه أبيض.

التوزيع والموئل: يتواجد هذا النوع في المناطق الساحلية، بما في ذلك الجزر والشواطئ والبحيرات والأنهار الكبيرة. يُعتبر طائرًا مقيمًا في معظم نطاق توزيعه، مع بعض التحركات الموسمية المحدودة.
الغذاء: يعتمد العقاب بيضاء البطن في غذائه بشكل أساسي على الأسماك، لكنه قد يتغذى أيضًا على الطيور المائية الصغيرة، والزواحف، والثدييات الصغيرة. يُعرف بقدرته على صيد فرائسه من الماء بمهارة عالية.
التكاثر: يبني هذا العقاب أعشاشه الكبيرة من الأغصان على الأشجار العالية أو المنحدرات الصخرية. تضع الأنثى عادة بيضتين، ويتشارك الزوجان في حضانة البيض ورعاية الصغار.
يُعتبر العقاب بيضاء البطن رمزًا للقوة والحرية في بعض الثقافات، ويُحترم كجزء من التراث الطبيعي في المناطق التي يتواجد فيها.

## الوصف

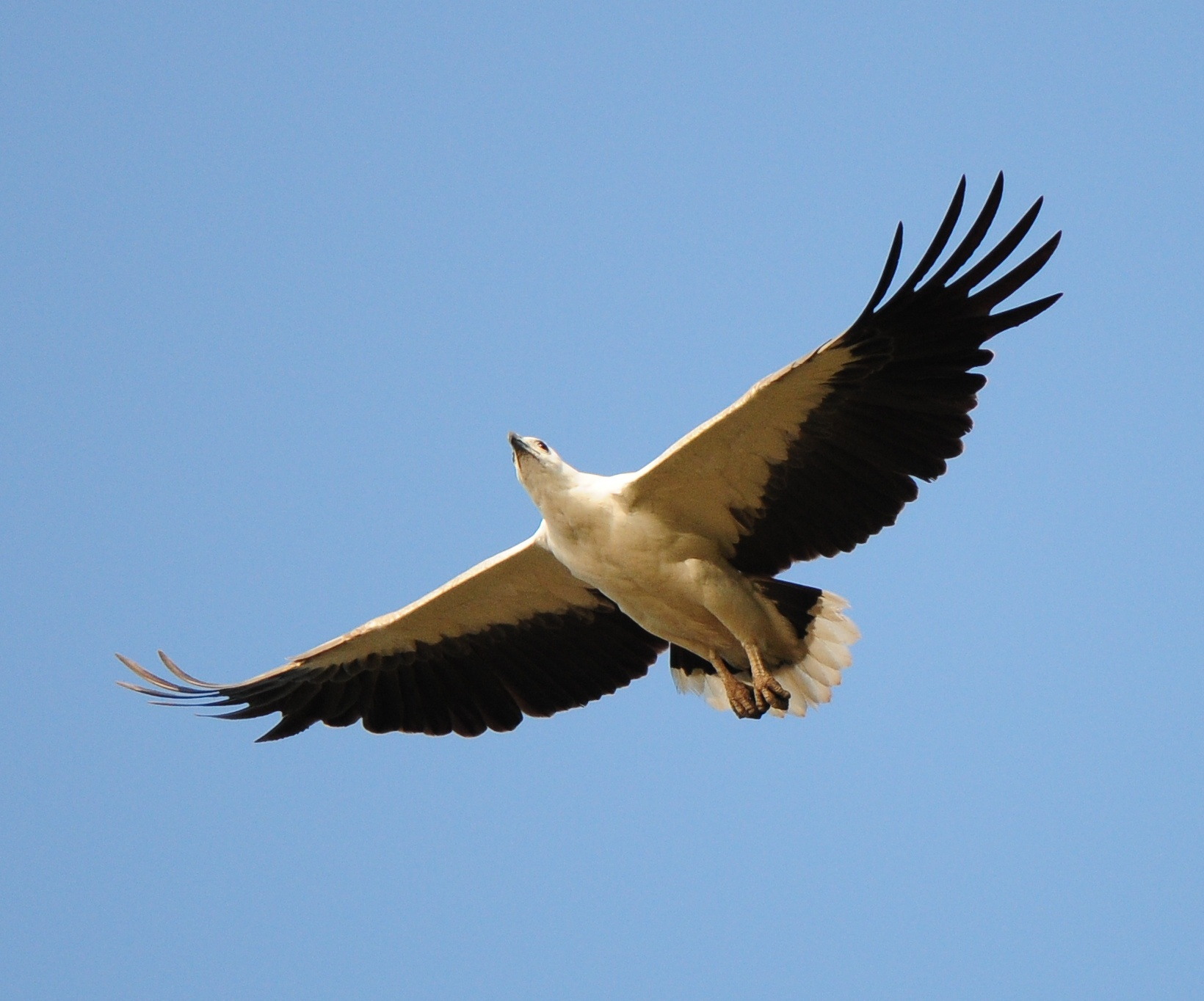
عقاب أبيض البطن يطير في الهند، يظهر ريش الطيران الأسود الموجود على طرفي جناحيه بوضوح

العقاب أبيض البطن، رأسه والجزء السفلي من جسمه بيضاوان اللون، أما ظهره وتحت جناحيه فتظهر باللون الرمادي الغامق، وعندما يطير فإن ريش الطير الموجود على طرفي جناحيه يظهر بوضوح، إذ يكون أسود اللون. وللعقاب أبيض البطن منقار ضخم معكوف لونه رمادي مزرقّ ويكون طرفه أغمق لونًا من سائره، وذيله قصير ومستدق الرأس، وأقدامه وسيقانه رمادية اللون أو صفراء، وعليها مخالب طويلة سوداء، وسيقانه غير مغطاة بالريش كسيقان العقبان الحقيقية، وأما صوتها فهو صوت عالٍ يشبه صوت الإوز. الأفراد غير البالغة ريشها بني اللون، ويبدأ بالتحول إلى اللون الأبيض تدريجيًا حتى عامها الخامس أو السادس.

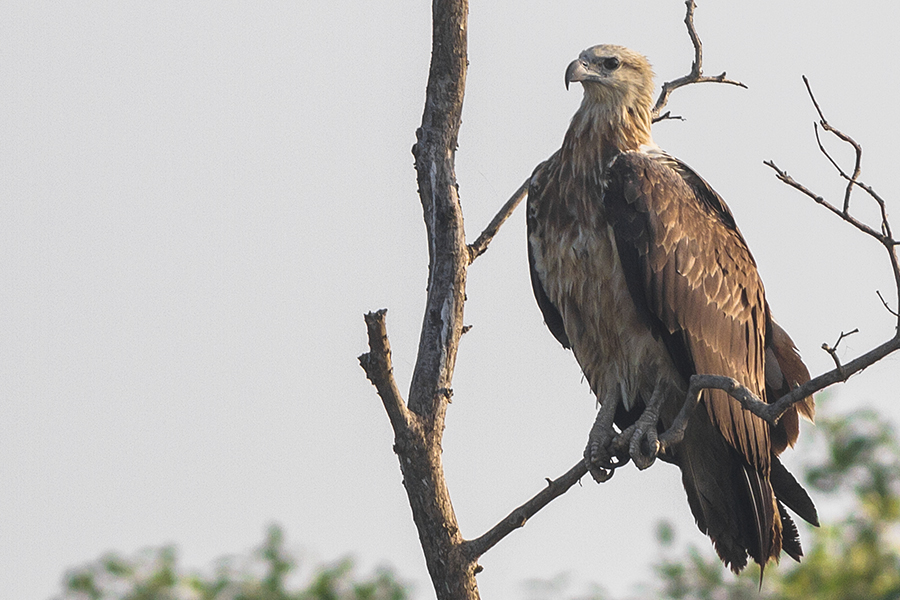
عقاب البحر أبيض البحر و هو يافع

الذكور والإناث من هذا النوع متشابهان في الشكل، والذكور طولها ما بين 70 إلى 80 سم ووزنها ما بين 1.8 إلى 3 كجم، والإناث أكبر حجمًا بقليل، فطولها ما بين 80 إلى 90 سم ووزنها ما بين 2.5 إلى 3.5 كجم. المسافة بين جناحيه أثناء الطيران تكون ما بين 1.78 و2.2 م.

## التصنيف
أول من صنف العقاب أبيض البطن هو عالم الطبيعة الألماني جوهان فريدريك غميلِن (Johann Friedrich Gmelin) في عام 1788 م ، مع أن عالم الطيور جون لاثام (John Latham) قد أورد بعض الملاحظات عنه في عام 1781 م . أما اسمه العلمي (Haliaeetus leucogaster) فهو مأخوذ من الكلمة الإغريقية القديمة (leuko) التي تعني: أبيض، وكلمة (gaster) التي تعني: بطن.
منقار العقاب أبيض البطن وعيونه غامقة اللون، ومخالبه صفراء غامقة، وهذه صفات مشتركة عند كل عقبان البحار في النصف الجنوبي من كوكب الأرض. أما بالنسبة إلى التسمية، فقد أطلق على هذا العقاب عده أسماء إضافة إلى اسم «العقاب أبيض البطن» و«العقاب أبيض الصدر»، فقد أورد آخرون أسماء أخرى مثل «عقاب السمك أبيض البطن»، و«العقاب الأبيض»، و«عقاب البحر رمادي الظهر».

## التوزيع والموطن
العقاب أبيض البطن طائر مقيم (أي ليس من الطيور المهاجرة)، وهو ينتشر في المناطق الممتدة من الهند وسري لانكا عبر جنوب شرق آسيا إلى أستراليا في السواحل ومجاري المياه الرئيسية، فهو يتكاثر ويصيد فرائسه قرب المياه،

## الغذاء
يشكل السمك أكثر من نصف غذاء العقاب أبيض البطن، وإضافة إلى السمك فإنه يأكل الثعابين البحرية وكثيرا من الحيوانات الصغيرة الأخرى والجثث أيضاً إذا توفرت.

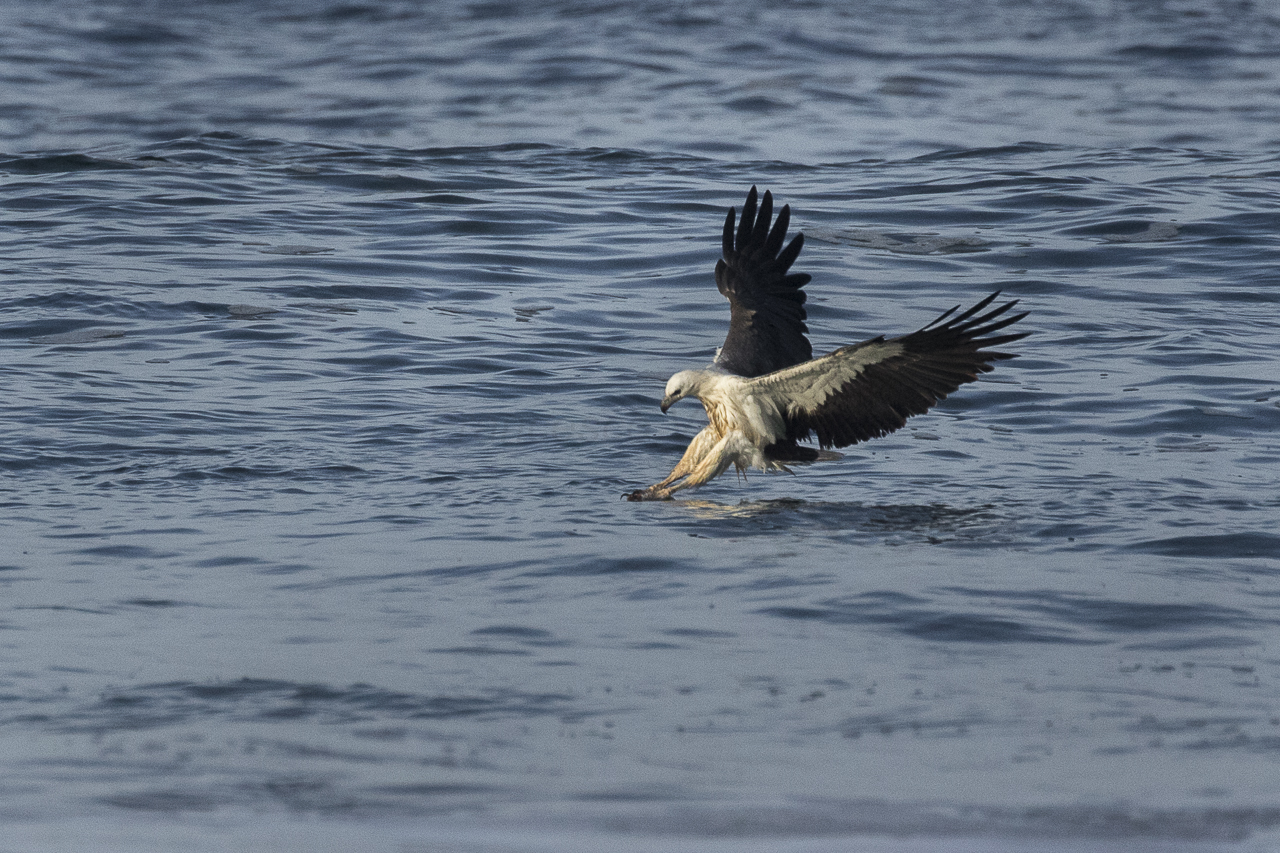
عقاب أبيض البطن و هو يصطاد في المياه

## حالة الحفظ

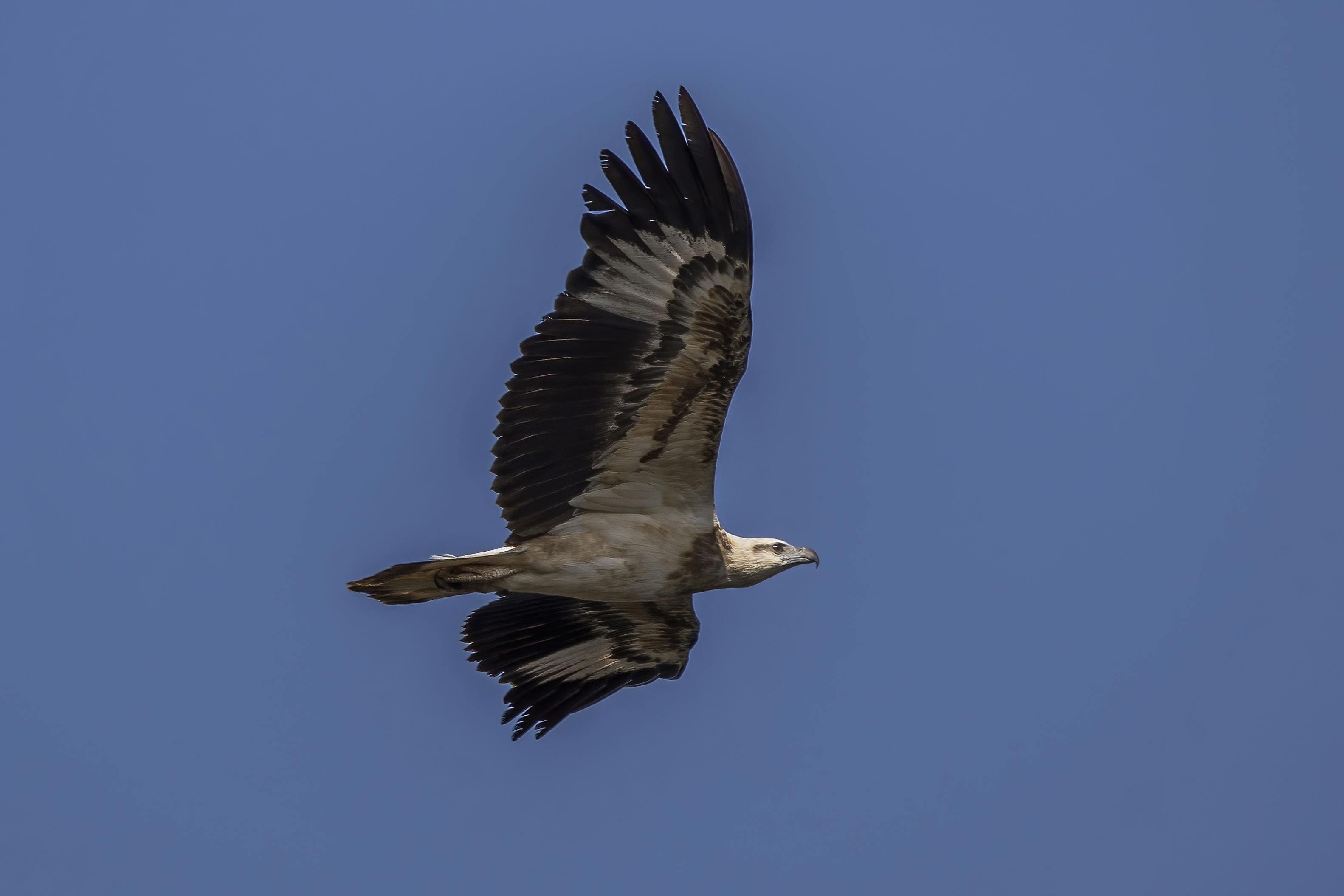
عقاب ابيض البطن يحلق

ومع أنه من الحيوانات غير المهددة بالانقراض على مستوى عالمي، إلا أن عدده قد تعرض للنقصان في أجزاء من جنوب شرق آسيا مثل تايلندا وجنوب شرق أستراليا، وهو يعتبر حيوانا مهددا في ولاية فيكتوريا الأسترالية، ويعتبر حيوانا غير محصن في جنوب أستراليا وتسمانيا. المُهدِّد الأكبر لهذه العقبان هو تدمير البشر لمساكنها، وذلك عن طريق الأنشطة البشرية المباشرة بالقرب من أعشاشها والتي تؤثر على قدرتها على التكاثر، وكذلك عن طريق قطع الأشجار التي تستخدمها لبناء أعشاشها عليها.

## في الثقافة الشعبية
يعتبر العقاب أبيض البطن طائرا مقدساً عند سكان أستراليا الأصليين، وهو وارد في كثير من الحكايات الشعبية في المناطق التي ينتشر فيها.